# Appellationsgericht Glogau
Das Appellationsgericht Glogau (bis 1849: Oberlandesgericht Glogau) war ein preußisches Appellationsgericht mit Sitz in Glogau.

## Geschichte
Die Oberamtsregierung Glogau wurde mit Verordnung vom 26. Dezember 1808 in Oberlandesgericht Glogau umbenannt. Mitte Februar 1813 wurde der Sitz des Gerichts aus dem noch französische besetzten Glogau nach Liegnitz verlegt, wohin auch die Verwaltungsbehörden ausgewichen sind. Bereits Mitte 1814 kehrte aber das Oberlandesgericht wieder nach Glogau zurück und verblieb dort. Im Mai 1816 wurde der Sprengel des Gerichts um Teile der von Sachsen an Preußen abgetretenen Oberlausitz erweitert. Die Herrschaft Hoyerswerda und die westlich davon gelegenen Oberlausitzer Orte kamen aber zum Oberlandesgericht Frankfurt an der Oder. 
Das „Patent wegen Einführung des Landrechts in die mit den Preußischen Staaten vereinigten ehemals Sächsischen Provinzen und Distrikte“ von 1816 entzog allen Patrimonialgerichten die Kriminalgerichtsbarkeit und ordnete diese den staatlichen Gerichten zu. Dies war in den Kreisen Görlitz, Lauban und Rothenburg das neu errichtete Inquisitoriat in Görlitz, das dem Kriminalsenat des Oberlandesgerichtes Glogau unterstand. Die „Verordnung über die Aufhebung der Privatgerichtsbarkeit und des eximierten Gerichtsstandes sowie über die anderweitige Organisation der Gerichte“ vom 2. Januar 1849 hob dann auch die Patrimonialgerichtsbarkeit auf. Gleichzeitig wurde das Gericht in Appellationsgericht Glogau umbenannt. Dem Appellationsgericht Glogau waren die Kreisgerichte nachgelagert, die jeweils je Landkreis eingerichtet wurden. Dem Appellationsgericht Glogau war das Oberappellationsgericht Berlin übergeordnet.
Mit den Reichsjustizgesetzen wurden die Gerichte im Deutschen Reich vereinheitlicht. Das Appellationsgericht Glogau wurde 1879 aufgehoben und sein Sprengel dem Oberlandesgericht Breslau zugewiesen. Außer dem  Landgericht Glogau wurden das Landgericht Liegnitz und das Landgericht Görlitz (letzteres war nun für die gesamte preußische Oberlausitz zuständig) neu gebildet.

## Sprengel
Der Sprengel des Appellationsgerichtes Glogau umfasste den Regierungsbezirk Liegnitz der Provinz Schlesien ohne die Kreise Bolkenhain, Hirschberg, Hoyerswerda, Jauer, Landshut und Schönau und den Kreis Guhrau aus dem Regierungsbezirk Breslau. Es bestanden dort 14 Kreisgerichte in 5 Schwurgerichtsbezirken.
| Kreisgericht            | Kreis            | Schwurgerichtsbezirk   | Gerichtskommissionen                                                           |
| ----------------------- | ---------------- | ---------------------- | ------------------------------------------------------------------------------ |
| Kreisgericht Bunzlau    | Bunzlau          | Schwurgericht Bunzlau  | Gerichtskommission in Naumburg am Queis                                        |
| Kreisgericht Freystadt  | Freystadt        | Schwurgericht Grünberg | Gerichtskommissionen in Beuthen an der Oder, Carolath und Neusalz              |
| Kreisgericht Glogau     | Glogau           | Schwurgericht Glogau   | Gerichtskommission in Polkwitz                                                 |
| Kreisgericht Görlitz    | Görlitz          | Schwurgericht Görlitz  | Gerichtskommission in Reichenbach/O.L.                                         |
| Kreisgericht Goldberg   | Goldberg         | Schwurgericht Liegnitz | Gerichtskommission in Haynau                                                   |
| Kreisgericht Grünberg   | Grünberg         | Schwurgericht Grünberg |                                                                                |
| Kreisgericht Guhrau     | Guhrau           | Schwurgericht Glogau   | Gerichtskommission in Herrnstadt                                               |
| Kreisgericht Lauban     | Lauban           | Schwurgericht Görlitz  | Gerichtskommissionen in Meffersdorf und Seidenberg                             |
| Kreisgericht Liegnitz   | Liegnitz         | Schwurgericht Liegnitz | Gerichtskommissionen in Parchwitz                                              |
| Kreisgericht Sprottau   | Sprottau         | Schwurgericht Glogau   |                                                                                |
| Kreisgericht Löwenberg  | Löwenberg        | Schwurgericht Bunzlau  | Gerichtskommissionen in Friedeberg am Queis, Greiffenberg, Lähn und Liebenthal |
| Kreisgericht Lüben      | Lüben            | Schwurgericht Glogau   |                                                                                |
| Kreisgericht Rothenburg | Rothenburg i. O. | Schwurgericht Görlitz  | Gerichtskommissionen in Muskau                                                 |
| Kreisgericht Sagan      | Sagan            | Schwurgericht Grünberg | Gerichtskommissionen in Halbau und Priebus                                     |

## Richter
- Friedrich Hermann Sydow (Vizepräsident 1868–1870)
- Hermann von Schelling (Rat 1863–1864)
- Carl Friedrich August Ludwig Leberecht Freiherr von Glaubitz (1870–1874 Appellationsgerichtsvizepräsident)[4]
- Adalbert Falk (1862)